# National Board of Review Top Ten Films
La National Board Review Award Top Ten Films è una lista dei migliori dieci film dell'anno, selezionati dai membri del National Board of Review of Motion Pictures fin dal 1929.
Dal 1932 all'interno della Top Ten viene scelto anche un miglior film, mentre dal 2007 il miglior film è scelto all'esterno della Top Ten.

## Albo d'oro

### Anni 1920
- 1929
  - Applause, regia di Rouben Mamoulian
  - Broadway, regia di Paul Fejos
  - Cercasi avventura (Bulldog Drummond), regia di F. Richard Jones
  - Romanzo d'amore (The Case of Lena Smith), regia di Josef von Sternberg
  - Disraeli, regia di Alfred E. Green
  - Alleluja! (Hallelujah!), regia di King Vidor
  - The Letter, regia di Jean de Limur
  - Il principe consorte (The Love Parade), regia di Ernst Lubitsch
  - Paris Bound, regia di Edward H. Griffith
  - The Valiant, regia di William K. Howard
- 1930
  - All'ovest niente di nuovo (All Quiet on the Western Front), regia di Lewis Milestone
  - Holiday, regia di Edward H. Griffith
  - Laughter, regia di Harry d'Abbadie d'Arrast
  - The Man from Blankley's, regia di Alfred E. Green
  - Il sottomarino (Men Without Women), regia di John Ford
  - Marocco (Morocco), regia di Josef von Sternberg
  - Outward Bound, regia di Robert Milton
  - Romanzo (Romance), regia di Clarence Brown
  - Street of Chance, regia di John Cromwell
  - L'uomo e la bestia (Tol'able David), regia di John G. Blystone
- 1931
  - I pionieri del West (Cimarron), regia di Wesley Ruggles
  - Luci della città (City Lights), regia di Charlie Chaplin
  - Le vie della città (City Streets), regia di Rouben Mamoulian
  - Disonorata (Dishonored), regia di Josef von Sternberg
  - The Front Page, regia di Lewis Milestone
  - The Guardsman, regia di Sidney Franklin
  - Quick Millions, regia di Rowland Brown
  - Rango, regia di Ernest B. Schoedsack
  - Prigionieri (Surrender), regia di William K. Howard
  - Tabù (Tabu), regia di Friedrich Wilhelm Murnau
- 1932
  - Io sono un evaso (I Am a Fugitive from a Chain Gang), regia di Mervyn LeRoy
  - Come tu mi vuoi (As You Desire Me), regia di George Fitzmaurice
  - Febbre di vivere (A Bill of Divorcement), regia di George Cukor
  - Addio alle armi (A Farewell to Arms), regia di Frank Borzage
  - Madame Rocketeer, regia di Harry Wagstaff Gribble e Alexander Hall
  - Payment Deferred, regia di Lothar Mendes
  - Scarface - Lo sfregiato, regia di Howard Hawks
  - Tarzan l'uomo scimmia (Tarzan the Ape Man), regia di W. S. Van Dyke
  - Mancia competente (Trouble in Paradise), regia di Ernst Lubitsch
  - Two Seconds, regia di Mervyn LeRoy
- 1933
  - Topaze, regia di Harry d'Abbadie d'Arrast
  - Berekely Square, regia di Frank Lloyd
  - Cavalcata (Cavalcade), regia di Frank Lloyd
  - Piccole donne (Little Women), regia di George Cukor
  - Mama Loves Papa, regia di Norman Z. McLeod
  - Il piffero magico, regia di Wilfred Jackson
  - Lady Lou (She Done Him Wrong), regia di Lowell Sherman
  - Montagne russe (State Fair), regia di Henry King
  - Three Cornered Moon, regia di Elliott Nugent
  - Zoo in Budapest, regia di Rowland V. Lee
- 1934
  - Accadde una notte (It Happened One Night), regia di Frank Capra
  - Il conte di Montecristo (The Count of Monte Cristo), regia di Rowland V. Lee
  - Delitto senza passione (Crime Without Passion), regia di Ben Hecht, Charles MacArthur
  - Eskimo, regia di W. S. Van Dyke
  - The First World War, regia di Laurence Stallings
  - La pattuglia sperduta (The Lost Patrol), regia di John Ford
  - Lot in Sodom, regia di James Sibley Watson e Melville Webber
  - I ragazzi della via Paal (No Greater Glory), regia di Frank Borzage
  - L'uomo ombra (The Thin Man), regia di W. S. Van Dyke
  - Viva Villa!, regia di Jack Conway
- 1935
  - Il traditore (The Informer), regia di John Ford
  - Primo amore (Alice Adams), regia di George Stevens
  - Anna Karenina, regia di Clarence Brown
  - David Copperfield, regia di George Cukor
  - The Gilded Lilly, regia di Wesley Ruggles
  - Il sergente di ferro (Les Miserables), regia di Richard Boleslawsky
  - I lancieri del Bengala (The Lives of a Bengal Lancer), regia di Henry Hathaway
  - La tragedia del Bounty (Mutiny on the Bounty), regia di Frank Lloyd
  - Il maggiordomo (Ruggles of Red Gap), regia di Leo McCarey
  - Chi ha ucciso Cock Robin? (Who Killed Cock Robin?), regia di David Hand
- 1936
  - È arrivata la felicità (Mr. Deeds Goes to Town), regia di Frank Capra
  - La vita del dottor Pasteur (The Story of Louis Pasteur), regia di William Dieterle
  - Tempi moderni (Modern Times), regia di Charlie Chaplin
  - Furia (Fury), regia di Fritz Lang
  - Sotto i ponti di New York (Winterset), regia di Alfred Santell
  - Simpatica canaglia (The Devil is a Sissy), regia di W. S. Van Dyke
  - Brume (Ceiling Zero), regia di Howard Hawks
  - Giulietta e Romeo (Romeo and Juliet), regia di George Cukor
  - Il prigioniero dell'isola degli squali (The Prisoner of Shark Island), regia di John Ford
  - Green Pastures, regia di Marc Connelly, William Keighley
- 1937
  - Notturno tragico (Night Must Fall), regia di Richard Thorpe
  - Emilio Zola (The Life of Emile Zola), regia di William Dieterle
  - Legione Nera (Black Legion), regia di Archie Mayo
  - Margherita Gauthier (Camille), regia di George Cukor
  - Cupo tramonto (Make Way for Tomorrow), regia di Leo McCarey
  - La buona terra (The Good Earth), regia di Sidney Franklin
  - Vendetta (They Won't Forget), regia di Mervyn LeRoy
  - Capitani coraggiosi (Captains Courageous), regia di Victor Fleming
  - È nata una stella (A Star is Born), regia di William A. Wellman
  - Palcoscenico (Stage Door), regia di Gregory La Cava
- 1938
  - La cittadella (The Citadel), regia di King Vidor
  - Biancaneve e i sette nani (Snow White and the Seven Dwarfs), regia di David Hand
  - Il vagabondo dell'isola (Vessel of Wrath), regia di Erich Pommer
  - To the Victor, regia di Robert Stevenson
  - Sing You Sinners, regia di Wesley Ruggles
  - The Edge of the World - Ai confini del mondo (The Edge of the World), regia di Michael Powell
  - Cuori umani (Of Human Hearts), regia di Clarence Brown
  - Figlia del vento (Jezebel), regia di William Wyler
  - La cavalcate delle follie (South Riding), regia di Victor Saville
  - Tre camerati (Three Comrades), regia di Frank Borzage
- 1939
  - Confessioni di una spia nazista (Confessions of a Nazi Spy), regia di Anatole Litvak
  - La voce nella tempesta (Wuthering Heights), regia di William Wyler
  - Ombre rosse (Stagecoach), regia di John Ford
  - Ninotchka, regia di Ernst Lubitsch
  - Alba di gloria (Young Mr. Lincoln), regia di John Ford
  - Crisis, regia di Herbert Kline, Hans Burger, Alexander Hammid
  - Addio, Mr. Chips! (Goodbye Mr. Chips), regia di Sam Wood
  - Mr. Smith va a Washington (Mr. Smith Goes to Washington), regia di Frank Capra
  - I ruggenti anni venti (The Roaring Twenties), regia di Raoul Walsh
  - La spia in nero (U-Boat 29), regia di Michael Powell

### Anni 1940
- 1940
  - Furore (The Grapes of Wrath), regia di John Ford
  - Via col vento (Gone With the Wind), regia di Victor Fleming
  - Il grande dittatore (The Great Dictator), regia di Charlie Chaplin
  - Uomini e topi (Of Mice and Men), regia di Lewis Milestone
  - La nostra città (Our Town), regia di Sam Wood
  - Fantasia (Fantasia), regia di James Algar, Ben Sharpsteen, David D. Hand, Samuel Armstrong, Ford Beebe, Norman Ferguson, Jim Handley, T. Hee, Wilfred Jackson, Hamilton Luske, Bill Roberts, Paul Satterfield
  - Lungo viaggio di ritorno (The Long Voyage Home), regia di John Ford
  - Il prigioniero di Amsterdam (Foreign Correspondent), regia di Alfred Hitchcock
  - The Biscuit Eater, regia di Stuart Heisler
  - Rebecca - La prima moglie (Rebecca), regia di Alfred Hitchcock
- 1941
  - Quarto potere (Citizen Kane), regia di Orson Welles
  - Com'era verde la mia valle (How Green Was My Valley), regia di John Ford
  - Piccole volpi (The Little Foxes), regia di William Wyler
  - E le stelle stanno a guardare (The Stars Look Down), regia di Carol Reed
  - Dumbo - L'elefante volante, regia di Ben Sharpsteen
  - Una pallottola per Roy (High Sierra), regia di Raoul Walsh
  - L'inafferrabile signor Jordan (Here Comes Mr. Jordan), regia di Alexander Hall
  - Tom, Dick e Harry (Tom, Dick, and Harry, regia di Garson Kanin
  - Avventura a Zanzibar (The Road to Zanzibar), regia di Victor Schertzinger
  - Lady Eva (The Lady Eve), regia di Preston Sturges
- 1942
  - Eroi del mare (In Which We Serve), regia di David Lean
  - Volo senza ritorno (One of Our Aircraft is Missing), regia di Michael Powell e Emeric Pressburger
  - La signora Miniver (Mrs. Miniver), regia di William Wyler
  - Journey for Margaret, regia di W. S. Van Dyke
  - L'isola della gloria (Wake Island), regia di John Farrow
  - L'uomo, questo dominatore (The Male Animal), regia di Elliott Nugent
  - Frutto proibito (The Major and the Minor), regia di Billy Wilder
  - I dimenticati (sullivan's Travels), regia di Preston Sturges
  - The Moon and the Sixpence, regia di Albert Lewin
  - The Pied Piper, regia di Irving Pichel
- 1943
  - Alba fatale (The Ox-Bow Incident), regia di William A. Wellman
  - Quando il giorno verrà (Watch on the Rhine), regia di Herman Shumlin
  - Arcipelago in fiamme (Air Force), regia di Howard Hawks
  - Marito a sorpresa (Holy Matrimony), regia di John M. Stahl
  - The Hard Way, regia di Vincent Sherman
  - Casablanca, regia di Michael Curtiz
  - Torna a casa, Lassie! (Lassie Come Home), regia di Fred MacLeod Wilcox
  - Bataan, regia di Tay Garnett
  - La luna è tramontata (The Moon Is Down), regia di Irving Pichel
  - The Next of Kin, regia di Thorold Dickinson
- 1944
  - Il ribelle (None But the Lonely Heart), regia di Clifford Odets
  - La mia via (Going My Way), regia di Leo McCarey
  - Il miracolo del villaggio (The Miracle of Morgan's Creek), regia di Preston Sturges
  - Evviva il nostro eroe (Hail the Conquering Hero), regia di Preston Sturges
  - Bernadette (The Song of Bernadette), regia di Henry King
  - Wilson, regia di Henry King
  - Incontriamoci a Saint Louis (Meet Me in St. Louis), regia di Vincente Minnelli
  - Missione segreta (Thirty Seconds Over Tokyo), regia di Mervyn LeRoy
  - Thunder Rock, regia di Roy Boulting
  - Prigionieri dell'oceano (Lifeboat), regia di Alfred Hitchcock
- 1945
  - La vera gloria, regia di Carol Reed
  - Giorni perduti (The Lost Weekend), regia di Billy Wilder
  - L'uomo del Sud (The Southerner), regia di Jean Renoir
  - I forzati della gloria (The Story of GI Joe), regia di William A. Wellman
  - L'ultima speranza (Die letzte chance), regia di Leopold Lindtberg
  - Duello a Berlino (The Life and Death of Colonel Blimp), regia di Michael Powell e Emeric Pressburger
  - Un albero cresce a Brooklyn (A Tree Grows in Brooklyn), regia di Elia Kazan
  - La grande combattente (The Fighting Lady) regia di Edward Steichen
  - La via della gloria (The Way Ahead), regia di Carol Reed
  - L'ora di New York (The Clock), regia di Vincente Minnelli
- 1946
  - Enrico V (Henry V), regia di Laurence Olivier
  - I migliori anni della nostra vita (The Best Years of Our Lives), regia di William Wyler
  - Breve incontro (Brief Encounter), regia di David Lean
  - Salerno, ora X (A Walk in the Sun), regia di Lewis Milestone
  - La casa degli incubi (Goupi mains rouges), regia di Jacques Becker
  - Sfida infernale (My Darling Clementine), regia di John Ford
  - Il diario di una cameriera (The Diary of a Chambermaid), regia di Jean Renoir
  - I gangsters (The Killers), regia di Robert Siodmak
- 1947
  - Monsieur Verdoux, regia di Charlie Chaplin
  - Grandi speranze (Great Expectations), regia di David Lean
  - Sciuscià, regia di Vittorio De Sica
  - Odio implacabile (Crossfire), regia di Edward Dmytryk
  - Boomerang - L'arma che uccide (Boomerang!), regia di Elia Kazan
  - Fuggiasco (Odd Man Out), regia di Carol Reed
  - Barriera invisibile (Gentleman's Agreement), regia di Elia Kazan
  - Vivere in pace, regia di Luigi Zampa
  - La vita è meravigliosa (It's a Wonderful Life), regia di Frank Capra
  - The Overlanders, regia di Harry Watt
- 1948
  - Paisà, regia di Roberto Rossellini
  - Dies irae (Vredens Dag), regia di Carl Theodor Dreyer
  - Odissea tragica (The Search), regia di Fred Zinnemann
  - Il tesoro della Sierra Madre (The Treasure of the Sierra Madre), regia di John Huston
  - Louisiana Story, regia di Robert J. Flaherty
  - Amleto (Hamlet), regia di Laurence Olivier
  - La fossa dei serpenti (The Snake Pit), regia di Anatole Litvak
  - Johnny Belinda, regia di Jean Negulesco
  - Giovanna d'Arco (Joan of Arc), regia di Victor Fleming
  - Scarpette rosse (The Red Shoes), regia di Michael Powell e Emeric Pressburger
- 1949
  - Ladri di biciclette, regia di Vittorio De Sica
  - L'escluso (The Quiet One), regia di Sidney Meyers
  - Nella polvere del profondo Sud (Intruder in the Dust), regia di Clarence Brown
  - L'ereditiera (The Heiress), regia di William Wyler
  - Il diavolo in corpo (Le diable au corps), regia di Claude Autant-Lara
  - Passioni (Quartet), regia di Ken Annakin, Arthur Crabtree, Harold French, Ralph Smart
  - Germania anno zero, regia di Roberto Rossellini
  - Odio (Home of the Brave), regia di Mark Robson
  - Lettera a tre mogli (A Letter to Three Wives), regia di Joseph L. Mankiewicz
  - Idolo infranto (The Fallen Idol), regia di Carol Reed

### Anni 1950
- 1950
  - Viale del tramonto (Sunset Boulevard), regia di Billy Wilder
  - Eva contro Eva (All About Eve), regia di Joseph L. Mankiewicz
  - Giungla d'asfalto (The Asphalt Jungle), regia di John Huston
  - Il mio corpo ti appartiene (The Men), regia di Fred Zinnemann
  - La porta dell'inferno (Edge of Doom), regia di Mark Robson
  - Cielo di fuoco (Twelve O'Clock High), regia di Henry King
  - Bandiera gialla (Panic in the Streets), regia di Elia Kazan
  - Cirano di Bergerac (Cyrano de Bergerac), regia di Michael Gordon
  - Uomo bianco, tu vivrai! (No Way Out), regia di Joseph L. Mankiewicz
  - Paura in palcoscenico (Stage Fright), regia di Alfred Hitchcock
- 1951
  - Un posto al sole (A Place in the Sun), regia di George Stevens
  - La prova del fuoco (The Red Badge of Courage), regia di John Huston
  - Un americano a Parigi (An American in Paris), regia di Vincente Minnelli
  - Morte di un commesso viaggiatore (Death of a Salesman), regia di László Benedek
  - Pietà per i giusti (Detective Story), regia di William Wyler
  - Un tram che si chiama Desiderio (A Streetcar Named Desire), regia di Elia Kazan
  - I dannati (Decision Before Dawn), regia di Anatole Litvak
  - L'altro uomo (Strangers on a Train), regia di Alfred Hitchcock
  - Quo vadis, regia di Mervyn LeRoy
  - 14ª ora (Fourteen Hours), regia di Henry Hathaway
- 1952
  - Un uomo tranquillo (The Quiet Man), regia di John Ford
  - Mezzogiorno di fuoco (High Noon), regia di Fred Zinnemann
  - Luci della ribalta (Limelight), regia di Charlie Chaplin
  - Operazione Cicero (Five Fingers), regia di Joseph L. Mankiewicz
  - Le nevi del Chilimangiaro (The Snows of Kilimanjaro), regia di Henry King
  - La spia (The Thief), regia di Russell Rouse
  - Il bruto e la bella (The Bad and the Beautiful), regia di Vincente Minnelli
  - Cantando sotto la pioggia (Singin' in the Rain), regia di Stanley Donen e Gene Kelly
  - Il prezzo del dovere (Above and Beyond), regia di Melvin Frank e Norman Panama
  - L'amore più grande (My Son John), regia di Leo McCarey
- 1953
  - Giulio Cesare (Julius Caesar), regia di Joseph L. Mankiewicz
  - Il cavaliere della valle solitaria (Shane), regia di George Stevens
  - Da qui all'eternità (From Here to Eternity), regia di Fred Zinnemann
  - Martin Luther, regia di Irving Pichel
  - Lili (Lili), regia di Charles Walters
  - Vacanze romane (Roman Holiday), regia di William Wyler
  - Stalag 17, regia di Billy Wilder
  - Il piccolo fuggitivo (The Little Fugitive), regia di Ray Ashley, Morris Engel, Ruth Orkin
  - Mogambo, regia di John Ford
  - La tunica (The Robe), regia di Henry Koster
- 1954
  - Fronte del porto (On the Waterfront), regia di Elia Kazan
  - Sette spose per sette fratelli (Seven Brides for Seven Brothers), regia di Stanley Donen
  - La ragazza di campagna (The Country Girl), regia di George Seaton
  - È nata una stella (A Star is Born), regia di George Cukor
  - La sete del potere (Executive Suite), regia di Robert Wise
  - La grande prateria (The Vanishing Prairie), regia di James Algar
  - Sabrina, regia di Billy Wilder
  - Ventimila leghe sotto i mari (20,000 Leagues Under the Sea), regia di Richard Fleischer
  - The Unconquered, regia di Nancy Hamilton
  - Il tesoro dell'Africa (Beat the Devil), regia di John Huston
- 1955
  - Marty, vita di un timido (Marty), regia di Delbert Mann
  - La valle dell'Eden (East of Eden), regia di Elia Kazan
  - La nave matta di Mister Roberts (Mister Roberts), regia di John Ford e Mervyn LeRoy
  - Giorno maledetto (Bad Day at Black Rock), regia di John Sturges
  - Tempo d'estate (Summertime), regia di David Lean
  - La rosa tatuata (The Rose Tattoo), regia di Daniel Mann
  - A Man Called Peter, regia di Henry Koster
  - Nessuno resta solo (Not as a Stranger), regia di Stanley Kramer
  - Picnic, regia di Joshua Logan
  - Il leone africano (The African Lion), regia di James Algar
- 1956
  - Il giro del mondo in 80 giorni (Around the World in 80 Days), regia di Michael Anderson
  - Moby Dick, regia di John Huston
  - Il re ed io (The King and I), regia di Walter Lang
  - Brama di vivere (Lust For Life), regia di Vincente Minnelli
  - La legge del Signore (Friendly Persuasion), regia di William Wyler
  - Lassù qualcuno mi ama (Somebody Up There Likes Me), regia di Robert Wise
  - Pranzo di nozze (The Catered Affair), regia di Richard Brooks
  - Anastasia, regia di Anatole Litvak
  - L'uomo che non è mai esistito (The Man Who Never Was), regia di Ronald Neame
  - Fermata d'autobus (Bus Stop), regia di Joshua Logan
- 1957
  - Il ponte sul fiume Kwai (The Bridge on the River Kwai), regia di David Lean
  - La parola ai giurati (12 Angry Men), regia di Sidney Lumet
  - L'aquila solitaria (The Spirit of St. Louis), regia di Billy Wilder
  - Storie irlandesi (The Rising of the Moon), regia di John Ford
  - Albert Schweitzer, regia di Jerome Hill
  - Cenerentola a Parigi (Funny Face), regia di Stanley Donen
  - La notte dello scapolo (The Bachelor Party), regia di Delbert Mann
  - Duello nell'Atlantico (The Enemy Below), regia di Dick Powell
  - Un cappello pieno di pioggia (A Hatful of Rain), regia di Fred Zinnemann
  - Addio alle armi (A Farewell to Arms), regia di John Huston e Charles Vidor
- 1958
  - Il vecchio e il mare (The Old Man and the Sea), regia di John Sturges
  - Tavole separate (Separate Tables), regia di Delbert Mann
  - L'ultimo urrà (The Last Hurrah), regia di John Ford
  - La lunga estate calda (The Long Hot Summer), regia di Martin Ritt
  - Windjammer, regia di Bill Colleran e Louis De Rochemont III
  - La gatta sul tetto che scotta (Cat on a Hot Tin Roof), regia di Richard Brooks
  - La divina (The Goddess), regia di John Cromwell
  - Karamazov (The Brothers Karamazov), regia di Richard Brooks
  - Io e il colonnello ( Me and the Colonel), regia di Peter Glenville
  - Gigi, regia di Vincente Minnelli
- 1959
  - La storia di una monaca (The Nun's Story), regia di Fred Zinnemann
  - Ben-Hur, regia di William Wyler
  - Anatomia di un omicidio (Anatomy of Murder), regia di Otto Preminger
  - Il diario di Anna Frank (The Diary of Anne Frank), regia di George Stevens
  - Nel mezzo della notte (Middle of the Night), regia di Delbert Mann
  - L'uomo che capiva le donne (The Man Who Understood Women), regia di Nunnally Johnson
  - A qualcuno piace caldo (Some Like it Hot), regia di Billy Wilder
  - Improvvisamente, l'estate scorsa (Suddenly, Last Summer), regia di Joseph L. Mankiewicz
  - L'ultima spiaggia (On the Beach), regia di Stanley Kramer
  - Intrigo internazionale (North by Northwest), regia di Alfred Hitchcock

### Anni 1960
- 1960
  - Figli e amanti (Sons and Lovers), regia di Jack Cardiff
  - La battaglia di Alamo (The Alamo), regia di John Wayne
  - I nomadi (The Sundowners), regia di Fred Zinnemann
  - ...e l'uomo creò Satana (Inherit the Wind), regia di Stanley Kramer
  - Sunrise at Campobello, regia di Vincent J. Donehue
  - Il figlio di Giuda (Elmer Gantry), regia di Richard Brooks
  - A casa dopo l'uragano (Home from the Hill), regia di Vincente Minnelli
  - L'appartamento (The Apartment), regia di Billy Wilder
  - Fango sulle stelle (Wild River), regia di Elia Kazan
  - Il buio in cima alle scale (The Dark at the Top of the Stairs), regia di Delbert Mann
- 1961
  - Question 7, regia di Stuart Rosenberg
  - Lo spaccone (The Hustler), regia di Robert Rossen
  - West Side Story (West Side Story), regia di Jerome Robbins e Robert Wise
  - Suspense (The Innocents), regia di Jack Clayton
  - Le canaglie dormono in pace (The Hoodlum Priest), regia di Irvin Kershner
  - Estate e fumo (Summer and Smoke), regia di Peter Glenville
  - Giorni senza fine (The Young Doctors), regia di Phil Karlson
  - Vincitori e vinti (Judment at Nuremberg), regia di Stanley Kramer
  - Uno, due, tre! (One, Two, Three), regia di Billy Wilder
  - Fanny, regia di Joshua Logan
- 1962
  - Il giorno più lungo (The Longest Day), regia di Ken Annakin, Andrew Marton e Bernhard Wicki
  - Billy Budd, regia di Peter Ustinov
  - Anna dei miracoli (The Miracle Worker), regia di Arthur Penn
  - Lawrence d'Arabia (Lawrence of Arabia), regia di David Lean
  - Il lungo viaggio verso la notte (Long Day's Journey Into Night), regia di Sidney Lumet
  - Whistle Down the Wind, regia di Bryan Forbes
  - Una faccia piena di pugni (Requiem for a Heavyweight), regia di Ralph Nelson
  - Sapore di miele (A Taste of Honey), regia di Tony Richardson
  - L'uomo di Alcatraz (Birdman of Alcatraz), regia di John Frankenheimer
  - Caccia di guerra (War Hunt), regia di Denis Sanders
- 1963
  - Tom Jones, regia di Tony Richardson
  - I gigli del campo (Lilies of the Field), regia di Ralph Nelson
  - Al di là della vita (All the Way Home), regia di Alex Segal
  - Hud il selvaggio (Hud), regia di Martin Ritt
  - Io sono un campione (This Sporting Life), regia di Lindsay Anderson
  - Il signore delle mosche (Lord of the Flies), regia di Peter Brook
  - La stanza a forma di L (The L-Shaped Room), regia di Bryan Forbes
  - La grande fuga (The Great Escape), regia di John Sturges
  - La conquista del West (How the West Was Won), regia di John Ford, Henry Hathaway, George Marshall e Richard Thorpe
  - Il cardinale (The Cardinal), regia di Otto Preminger
- 1964
  - Becket e il suo re (Becket), regia di Peter Glenville
  - My Fair Lady, regia di George Cukor
  - La ragazza dagli occhi verdi (The Girl with Green Eyes), regia di Desmond Davis
  - La vita privata di Henry Orient (The World of Henry Orient), regia di George Roy Hill
  - Zorba il greco (Zorba the Greek), regia di Michael Cacoyannis
  - Topkapi, regia di Jules Dassin
  - Il giardino di gesso (The Chalk Garden), regia di Ronald Neame
  - The Finest Hours, regia di Peter Baylis
  - Quei quattro giorni di novembre, regia di Mel Stuart
  - Ventimila sterline per Amanda (Séance on a Wet Afternoon), regia di Bryan Forbes
- 1965
  - The Eleanor Roosevelt Story, regia di Jonathan Kaplan
  - Il tormento e l'estasi (The Agony and the Ecstasy), regia di Carol Reed
  - Il dottor Živago (Doctor Zhivago), regia di David Lean
  - La nave dei folli (Ship of Fools), regia di Stanley Kramer
  - La spia che venne dal freddo (The Spy Who Came in From the Cold), regia di Martin Ritt
  - Darling, regia di John Schlesinger
  - La più grande storia mai raccontata (The Greatest Story Ever Told), regia di George Stevens
  - L'incredibile Murray - L'uomo che disse no (A Thousand Clowns), regia di Fred Coe
  - Il treno (The Train), regia di John Frankenheimer
  - Tutti insieme appassionatamente (The Sound of Music), regia di Robert Wise
- 1966
  - Un uomo per tutte le stagioni (A Man for All Seasons), regia di Fred Zinnemann
  - Nata libera (Born Free), regia di James Hill
  - Alfie, regia di Lewis Gilbert
  - Chi ha paura di Virginia Woolf? (Who's Afraid of Virginia Woolf?), regia di Mike Nichols
  - La Bibbia (The Bible: In the Beginning), regia di John Huston
  - Georgy, svegliati (Georgy Girl), regia di Silvio Narizzano
  - John F. Kennedy: Years of Lightning, Day of Drums, regia di Bruce Herschensohn
  - It Happened Here, regia di Kevin Brownlow e Andrew Mollo
  - Arrivano i russi, arrivano i russi (The Russians are Coming, the Russians are Coming), regia di Norman Jewison
  - Shakespeare Wallah, regia di James Ivory
- 1967
  - Via dalla pazza folla (Far from the Maddening Crowd), regia di John Schlesinger
  - Bisbigli (The Whisperers), regia di Bryan Forbes
  - Ulysses, regia di Joseph Strick
  - A sangue freddo (In Cold Blood), regia di Richard Brooks
  - Questo difficile amore (The Family Way), regia di John Boulting
  - La bisbetica domata, regia di Franco Zeffirelli
  - Il favoloso dottor Dolittle (Doctor Doolittle), regia di Richard Fleischer
  - Il laureato (The Graduate), regia di Mike Nichols
  - I commedianti (The Comedians), regia di Peter Glenville
  - L'incidente (Accident), regia di Joseph Losey
- 1968
  - L'uomo venuto dal Kremlino (The Shoes of the Fisherman), regia di Michael Anderson
  - Romeo e Giulietta (Romeo and Juliet), regia di Franco Zeffirelli
  - Yellow Submarine, regia di George Dunning
  - I due mondi di Charly (Charly), regia di Ralph Nelson
  - La prima volta di Jennifer (Rachel, Rachel), regia di Paul Newman
  - La signora amava le rose (The Subject was Roses), regia di Ulu Grosbard
  - Il leone d'inverno (The Lion in Winter), regia di Anthony Harvey
  - Il pianeta delle scimmie(Planet of the Apes), regia di Franklin J. Schaffner
  - Oliver!, regia di Carol Reed
  - 2001: Odissea nello spazio (2001: A Space Odyssey), regia di Stanley Kubrick
- 1969
  - Non si uccidono così anche i cavalli? (They Shoot Horses), regia di Sydney Pollack
  - Addio Miccy (Ring of Bright Water), regia di Jack Couffer
  - Topaz, regia di Alfred Hitchcock
  - Goodbye Mr. Chips (Goodbye, Mr. Chips), regia di Herbert Ross
  - I lunghi giorni delle aquile (The Battle of Britain), regia di Guy Hamilton
  - Isadora (The Loves of Isadora), regia di Karel Reisz
  - La strana voglia di Jean (The Prime of Miss Jean Brodie), regia di Ronald Neame
  - Il dito più veloce del West (Support Your Local Sheriff!), regia di Burt Kennedy
  - Il Grinta (True Grit), regia di Henry Hathaway
  - Un uomo da marciapiede (Midnight Cowboy), regia di John Schlesinger

### Anni 1970
- 1970
  - Patton, generale d'acciaio (Patton), regia di Franklin J. Schaffner
  - Kes, regia di Ken Loach
  - Donne in amore (Women in Love), regia di Ken Russell
  - Cinque pezzi facili (Five Easy Pieces), regia di Bob Rafelson
  - La figlia di Ryan (Ryan's Daughter), regia di David Lean
  - Anello di sangue (I Never Sang for My Father), regia di Gilbert Cates
  - Diario di una casalinga inquieta (Diary of a Mad Housewife), regia di Frank Perry
  - Love Story, regia di Arthur Hiller
  - La Vergine e lo Zingaro (The Virgin and the Gypsy), regia di Christopher Miles
  - Tora! Tora! Tora!, regia di Richard Fleischer, Kinji Fukasaku e Toshio Masuda
- 1971
  - Macbeth, regia di Roman Polański
  - Il Boy Friend (The Boyfriend), regia di Ken Russell
  - Una giornata di Ivan Denisovich (One Day in the Life of Ivan Denisovich), regia di Caspar Wrede
  - Il braccio violento della legge (The French Connection), regia di William Friedkin
  - L'ultimo spettacolo (The Last Picture Show), regia di Peter Bogdanovich
  - Nicola e Alessandra (Nicholas and Alexandra), regia di Franklin J. Schaffner
  - Messaggero d'amore (The Go-Between), regia di Joseph Losey
  - Re Lear (King Lear), regia di Peter Brook
  - I racconti di Natale di Beatrix Potter (The Tales of Beatrix Potter), regia di Reginald Mills
  - Morte a Venezia, regia di Luchino Visconti
- 1972
  - Cabaret, regia di Bob Fosse
  - L'uomo della Mancha (Man of La Mancha), regia di Arthur Hiller
  - Il padrino (The Godfather), regia di Francis Ford Coppola
  - Sounder, regia di Martin Ritt
  - 1776, regia di Peter H. Hunt
  - Gli effetti dei raggi gamma sui fiori di Matilda (The Effects of Gamma Rays on Man-in-the-Moon Marigolds), regia di Paul Newman
  - Un tranquillo weekend di paura (Deliverance), regia di John Boorman
  - La classe dirigente (The Ruling Class), regia di Peter Medak
  - Il candidato (The Candidate), regia di Michael Ritchie
  - Frenzy, regia di Alfred Hitchcock
- 1973
  - La stangata (The Sting), regia di George Roy Hill
  - Paper Moon - Luna di carta (Paper Moon), regia di Peter Bogdanovich
  - Batte il tamburo lentamente (Bang the Drum Slowly), regia di John D. Hancock
  - Serpico, regia di Sidney Lumet
  - O Lucky Man!, regia di Linday Anderson
  - Il diavolo del volante (The Last American Hero), regia di Lamont Johnson
  - Un uomo da affittare (The Hireling), regia di Alan Bridges
  - Il giorno del delfino (The Day of the Dolphin), regia di Mike Nichols
  - Come eravamo (The Way We Were), regia di Sydney Pollack
- 1974
  - La conversazione (The Conversation), regia di Francis Ford Coppola
  - Assassinio sull'Orient-Express (Murder on the Orient Express), regia di Sidney Lumet
  - Chinatown, regia di Roman Polański
  - L'ultima corvé (The Last Detail), regia di Hal Ashby
  - Harry e Tonto (Harry and Tonto), regia di Paul Mazursky
  - Una moglie (A Woman Under the Influence), regia di John Cassavetes
  - Gang (Thieves Like Us), regia di Robert Altman
  - Lenny, regia di Bob Fosse
  - Daisy Miller, regia di Peter Bogdanovich
  - I tre moschettieri (The Three Musketeers), regia di Richard Lester
- 1975
  - Nashville, regia di Robert Altman ex aequo Barry Lyndon (Barry Lyndon), regia di Stanley Kubrick
  - Un colpevole senza volto (Conduct Unbecoming), regia di Michael Anderson
  - Qualcuno volò sul nido del cuculo (One Flew Over the Cuckoo's Nest), regia di Miloš Forman
  - Lies My Father Told Me, regia di Ján Kadár
  - Quel pomeriggio di un giorno da cani (Dog Day Afternoon), regia di Sidney Lumet
  - Il giorno della locusta (The Day of the Locust), regia di John Schlesinger
  - Professione: reporter, regia di Michelangelo Antonioni
  - Pazzo, pazzo West (Hearts of the West), regia di Howard Zieff
  - Marlowe, il poliziotto privato (Farewell, My Lovely), regia di Dick Richards
  - Alice non abita più qui (Alice Doesn't Live Here Anymore), regia di Martin Scorsese
- 1976
  - Tutti gli uomini del presidente (All the President's Men), regia di Alan J. Pakula
  - Quinto potere (Network), regia di Sidney Lumet
  - Rocky, regia di John G. Avildsen
  - Gli ultimi fuochi (The Last Tycoon), regia di Elia Kazan
  - Sherlock Holmes - Soluzione settepercento (The Seven-Per-Cent Solution), regia di Herbert Ross
  - Il prestanome (The Front), regia di Martin Ritt
  - Il pistolero (The Shootist), regia di Don Siegel
  - Complotto di famiglia (Family Plot), regia di Alfred Hitchcock
  - L'ultima follia di Mel Brooks (Silent Movie), regia di Mel Brooks
  - Obsession - Complesso di colpa (Obsession), regia di Brian De Palma
- 1977
  - Due vite, una svolta (The Turning Point), regia di Herbert Ross
  - Io e Annie (Annie Hall), regia di Woody Allen
  - Giulia (Julia), regia di Fred Zinnemann
  - Guerre stellari (Star Wars), regia di George Lucas
  - Incontri ravvicinati del terzo tipo (Close Encounters of the Third Kind), regia di Steven Spielberg
  - L'occhio privato (The Late Show), regia di Robert Benton
  - La febbre del sabato sera (Saturday Night Fever), regia di John Badham
  - Equus, regia di Sidney Lumet
  - Un uomo di spettacolo (The Picture Show Man), regia di John Power
  - Harlan County, USA, regia di Barbara Kopple
- 1978
  - I giorni del cielo (Days of Heaven), regia di Terrence Malick
  - Tornando a casa (Coming Home), regia di Hal Ashby
  - Interiors, regia di Woody Allen
  - Superman, regia di Richard Donner
  - Il boxeur e la ballerina (Movie Movie), regia di Stanley Donen
  - Fuga di mezzanotte (Midnight Express), regia di Alan Parker
  - Una donna tutta sola (An Unmarried Woman), regia di Paul Mazursky
  - Pretty Baby, regia di Louis Malle
  - Girlfriends, regia di Claudia Weill
  - Arriva un cavaliere libero e selvaggio (Comes a Horseman), regia di Alan J. Pakula
- 1979
  - Manhattan, regia di Woody Allen
  - Yankees (Yanks), regia di John Schlesinger
  - Gli europei (The Europeans), regia di James Ivory
  - Sindrome cinese (The China Syndrome), regia di James Bridges
  - All American Boys (Breaking Away), regia di Peter Yates
  - Apocalypse Now, regia di Francis Ford Coppola
  - Oltre il giardino (Being There), regia di Hal Ashby
  - L'uomo venuto dall'impossibile (Time After Time), regia di Nicholas Meyer
  - I mastini del Dallas (North Dallas Forty), regia di Ted Kotcheff
  - Kramer contro Kramer (Kramer vs. Kramer), regia di Robert Benton

### Anni 1980
- 1980
  - Gente comune (Ordinary People), regia di Robert Redford
  - Toro scatenato (Raging Bull), regia di Martin Scorsese
  - La ragazza di Nashville (Coal Miner's Daughter), regia di Michael Apted
  - Tess, regia di Roman Polański
  - Una volta ho incontrato un miliardario (Melvin and Howard), regia di Jonathan Demme
  - Il grande Santini (The Great Santini), regia di Lewis John Carlino
  - The Elephant Man, regia di David Lynch
  - Professione pericolo (The Stunt Man), regia di Richard Rush
  - La mia guardia del corpo (My Bodyguard), regia di Tony Bill
  - Resurrection, regia di Daniel Petrie
- 1981
  - Momenti di gloria (Chariots of Fire), regia di Hugh Hudson ex aequo Reds (Reds), regia di Warren Beatty
  - Atlantic City, U.S.A. (Atlantic City), regia di Louis Malle
  - Stevie, regia di Robert Enders
  - Gli anni spezzati (Gallipoli), regia di Peter Weir
  - Sul lago dorato (On Golden Pond), regia di Mark Rydell
  - Il principe della città (Prince of the City), regia di Sidney Lumet
  - I predatori dell'arca perduta (Raiders of the Lost Ark), regia di Steven Spielberg
  - Heartland, regia di Richard Pearce
  - Ticket to Heaven, regia di Ralph L. Thomas
  - Esecuzione di un eroe ('Breaker' Morant), regia di Bruce Beresford
- 1982
  - Gandhi, regia di Richard Attenborough
  - Il verdetto (The Verdict), regia di Sidney Lumet
  - La scelta di Sophie (Sophie's Choice), regia di Alan J. Pakula
  - Ufficiale e gentiluomo (An Officer and a Gentleman), regia di Taylor Hackford
  - Missing - Scomparso (Missing), regia di Costa-Gavras
  - E.T. l'extra-terrestre (E.T. the Extra-Terrestrial), regia di Steven Spielberg
  - Il mondo secondo Garp (The World According to Garp), regia di George Roy Hill
  - Tootsie, regia di Sydney Pollack
  - Moonlighting, regia di Jerzy Skolimowski
  - Gli eletti (The Chosen), regia di Jeremy Paul Kagan
- 1983
  - Tradimenti (Betrayal), regia di David Jones ex aequo Voglia di tenerezza (Terms of Endearment), regia di James L. Brooks
  - Rita, Rita, Rita (Educating Rita), regia di Lewis Gilbert
  - Tender Mercies - Un tenero ringraziamento (Tender Mercies), regia di Bruce Beresford
  - Il servo di scena (The Dresser), regia di Peter Yates
  - Uomini veri (The Right Stuff), regia di Philip Kaufman
  - Testament, regia di Lynne Littman
  - Local Hero, regia di Bill Forsyth
  - Il grande freddo (The Big Chill), regia di Lawrence Kasdan
  - La foresta silenziosa (Cross Creek), regia di Martin Ritt
  - Yentl, regia di Barbra Streisand
- 1984
  - Passaggio in India (A Passage to India), regia di David Lean
  - Paris, Texas, regia di Wim Wenders
  - Urla del silenzio (The Killing Fields), regia di Roland Joffé
  - Le stagioni del cuore (Places in the Heart), regia di Robert Benton
  - Mass Appeal, regia di Glenn Jordan
  - Country, regia di Richard Pearce
  - Storia di un soldato (A Soldiers Story), regia di Norman Jewison
  - Birdy - Le ali della libertà (Birdy), regia di Alan Parker
  - Careful, He Might Hear You, regia di Carl Schultz
  - Sotto il vulcano (Under the Volcano), regia di John Huston
- 1985
  - Il colore viola (The Color Purple), regia di Steven Spielberg
  - La mia Africa (Out of Africa), regia di Sydney Pollack
  - In viaggio verso Bountiful (The Trip to Bountiful), regia di Peter Masterson
  - Witness - Il testimone (Witness), regia di Peter Weir
  - Il bacio della donna ragno (Kiss of the Spider Woman), regia di Héctor Babenco
  - L'onore dei Prizzi (Prizzi's Honor), regia di John Huston
  - Ritorno al futuro (Back to the Future), regia di Robert Zemeckis
  - Battuta di caccia (The Shooting Party), regia di Alan Bridges
  - Blood Simple - Sangue facile (Blood Simple), regia di Joel Coen
  - Dreamchild, regia di Gavin Millar
- 1986
  - Camera con vista (A Room With A View), regia di James Ivory
  - Hannah e le sue sorelle (Hannah and Her Sisters), regia di Woody Allen
  - My Beautiful Laundrette - Lavanderia a gettone (My Beautiful Laundrette), regia di Stephen Frears
  - La mosca (The Fly), regia di David Cronenberg
  - Stand by Me - Ricordo di un'estate (Stand By Me), regia di Rob Reiner
  - Il colore dei soldi (The Color of Money), regia di Martin Scorsese
  - Figli di un dio minore (Children of a Lesser God), regia di Randa Haines
  - Round Midnight - A mezzanotte circa ('Round Midnight), regia di Bertrand Tavernier
  - Peggy Sue si è sposata (Peggy Sue Got Married), regia di Francis Ford Coppola
  - Mission (The Mission), regia di Roland Joffé
- 1987
  - L'impero del sole (Empire of the Sun), regia di Steven Spielberg
  - L'ultimo imperatore, regia di Bernardo Bertolucci
  - Dentro la notizia - Broadcast News (Broadcast News), regia di James L. Brooks
  - The Untouchables - Gli intoccabili (The Untouchables), regia di Brian De Palma
  - Gaby - Una storia vera (Gaby: A True Story), regia di Luis Mandoki
  - Grido di libertà (Cry Freedom), regia di Richard Attenborough
  - Attrazione fatale (Fatal Attraction), regia di Adrian Lyne
  - Anni '40 (Hope and Glory), regia di John Boorman
  - Wall Street, regia di Oliver Stone
  - Full Metal Jacket, regia di Stanley Kubrick
- 1988
  - Mississippi Burning - Le radici dell'odio (Mississippi Burning), regia di Alan Parker
  - Le relazioni pericolose (Dangerous Liasions), regia di Stephen Frears
  - Sotto accusa (The Accused), regia di Jonathan Kaplan
  - L'insostenibile leggerezza dell'essere (The Unbearable Lightness of Being), regia di Philip Kaufman
  - L'ultima tentazione di Cristo (The Last Temptation of Christ), regia di Martin Scorsese
  - Tucker - Un uomo e il suo sogno (Tucker: The Man and His Dream), regia di Francis Ford Coppola
  - Big, regia di Penny Marshall
  - Vivere in fuga (Running on Empty), regia di Sidney Lumet
  - Gorilla nella nebbia (Gorillas in the Mist), regia di Michael Apted
  - Prima di mezzanotte (Midnight Run), regia di Martin Brest
- 1989
  - A spasso con Daisy (Driving Miss Daisy), regia di Bruce Beresford
  - Enrico V (Henry V), regia di Kenneth Branagh
  - Sesso, bugie e videotape (Sex, Lies, and Videotape), regia di Steven Soderbergh
  - I favolosi Baker (The Fabulous Baker Boys), regia di Steve Kloves
  - Il mio piede sinistro (My Left Foot), regia di Jim Sheridan
  - L'attimo fuggente (Dead Poets Society), regia di Peter Weir
  - Crimini e misfatti (Crimes and Misdemeanors), regia di Woody Allen
  - Nato il quattro luglio (Born on the Fourth of July), regia di Oliver Stone
  - Glory - Uomini di gloria (Glory), regia di Edward Zwick
  - L'uomo dei sogni (Field of Dreams), regia di Phil Alden Robinson

### Anni 1990
- 1990
  - Balla coi lupi (Dances With Wolves), regia di Kevin Costner
  - Amleto (Hamlet), regia di Franco Zeffirelli
  - Quei bravi ragazzi (Goodfellas), regia di Martin Scorsese
  - Risvegli (Awakenings), regia di Penny Marshall
  - Il mistero Von Bulow (Reversal of Fortune), regia di Barbet Schroeder
  - Crocevia della morte (Miller's Crossing), regia di Joel Coen
  - Metropolitan, regia di Whit Stillman
  - Mr. & Mrs. Bridge (Mr. & Mrs. Bridge), regia di James Ivory
  - Avalon, regia di Barry Levinson
  - Rischiose abitudini (The Grifters), regia di Stephen Frears
- 1991
  - Il silenzio degli innocenti (The Silence of the Lambs), regia di Jonathan Demme
  - Bugsy, regia di Barry Levinson
  - Grand Canyon - Il cuore della città (Grand Canyon), regia di Lawrence Kasdan
  - Thelma & Louise, regia di Ridley Scott
  - Homicide, regia di David Mamet
  - L'altro delitto (Dead Again), regia di Kenneth Branagh
  - Boyz n the Hood - Strade violente (Boyz N the Hood), regia di John Singleton
  - Rosa Scompiglio e i suoi amanti (Rambling Rose), regia di Martha Coolidge
  - Paura d'amare (Frankie and Johnny), regia di Garry Marshall
  - Jungle Fever, regia di Spike Lee
- 1992
  - Casa Howard (Howards End), regia di James Ivory
  - La moglie del soldato (The Crying Game), regia di Neil Jordan
  - Americani (Glengarry Glen Ross), regia di James Foley
  - Codice d'onore (A Few Good Men), regia di Rob Reiner
  - I protagonisti (The Player), regia di Robert Altman
  - Gli spietati (Unforgiven), regia di Clint Eastwood
  - Qualcuno sta per morire (One False Move), regia di Carl Franklin
  - Gli amici di Peter (Peter's Friends), regia di Kenneth Branagh
  - Bob Roberts, regia di Tim Robbins
  - Malcolm X, regia di Spike Lee
- 1993
  - Schindler's List - La lista di Schindler, regia di Steven Spielberg
  - L'età dell'innocenza (The Age of Innocence), regia di Martin Scorsese
  - Quel che resta del giorno (The Remains of the Day), regia di James Ivory
  - Lezioni di piano (The Piano), regia di Jane Campion
  - Viaggio in Inghilterra (Shadowlands), regia di Richard Attenborough
  - Nel nome del padre (In the Name of the Father), regia di Jim Sheridan
  - Philadelphia, regia di Jonathan Demme
  - Molto rumore per nulla (Much Ado About Nothing), regia di Kenneth Branagh
  - America oggi (Short Cuts), regia di Robert Altman
  - Il circolo della fortuna e della felicità (The Joy Luck Club), regia di Wayne Wang
- 1994
  - Forrest Gump, regia di Robert Zemeckis e Pulp Fiction (Pulp Fiction), regia di Quentin Tarantino
  - Quiz Show, regia di Robert Redford
  - Quattro matrimoni e un funerale (Four Weddings and a Funeral), regia di Mike Newell
  - Pallottole su Broadway (Bullets Over Broadway), regia di Woody Allen
  - Ed Wood, regia di Tim Burton
  - Le ali della libertà (The Shawshank Redemption), regia di Frank Darabont
  - La vita a modo mio (Nobody's Fool), regia di Robert Benton
  - La pazzia di Re Giorgio (The Madness of King George), regia di Nicholas Hytner
  - Tom & Viv - Nel bene, nel male, per sempre (Tom & Viv), regia di Brian Gilbert
  - Creature del cielo (Heavenly Creatures), regia di Peter Jackson
- 1995
  - Ragione e sentimento (Sense and Sensibility), regia di Ang Lee
  - Apollo 13, regia di Ron Howard
  - Carrington, regia di Christopher Hampton
  - Via da Las Vegas (Leaving Las Vegas), regia di Mike Figgis
  - Il presidente - Una storia d'amore (The American President), regia di Rob Reiner
  - La dea dell'amore (Mightly Aphrodite), regia di Woody Allen
  - Smoke, regia di Wayne Wang
  - Persuasione (Persuasion), regia di Roger Michell
  - Braveheart - Cuore impavido (Braveheart), regia di Mel Gibson
  - I soliti sospetti (The Usual Suspects), regia di Bryan Singer
- 1996
  - Shine, regia di Scott Hicks
  - Il paziente inglese (The English Patient), regia di Anthony Minghella
  - Fargo, regia di Joel Coen
  - Segreti e bugie (Secrets & Lies), regia di Mike Leigh
  - Tutti dicono I Love You (Everyone Says I Love You), regia di Woody Allen
  - Evita, regia di Alan Parker
  - Lama tagliente (Sling Blade), regia di Billy Bob Thornton
  - Trainspotting, regia di Danny Boyle
  - Le onde del destino (Breaking the Waves), regia di Lars von Trier
  - Jerry Maguire, regia di Cameron Crowe
- 1997
  - L.A. Confidential, regia di Curtis Hanson
  - Qualcosa è cambiato (As Good As It Gets), regia di James L. Brooks
  - Le ali dell'amore (The Wings of the Dove), regia di Iain Softley
  - Will Hunting - Genio ribelle (Good Will Hunting), regia di Gus Van Sant
  - Titanic, regia di James Cameron
  - Il dolce domani (The Sweet Hereafter), regia di Atom Egoyan
  - Boogie Nights - L'altra Hollywood (Boogie Nights), regia di Paul Thomas Anderson
  - Full Monty - Squattrinati organizzati (The Full Monty), regia di Peter Cattaneo
  - L'uomo della pioggia - The Rainmaker (The Rainmaker), regia di Francis Ford Coppola
  - Jackie Brown, regia di Quentin Tarantino
- 1998
  - Demoni e dei (Gods and Monsters), regia di Bill Condon
  - Salvate il soldato Ryan (Saving Private Ryan), regia di Steven Spielberg
  - Elizabeth, regia di Shekhar Kapur
  - Happiness - Felicità (Happiness), regia di Todd Solondz
  - Shakespeare in Love, regia di John Madden
  - The Butcher Boy, regia di Neil Jordan
  - Lolita, regia di Adrian Lyne
  - La sottile linea rossa (The Thin Red Line), regia di Terrence Malick
  - Soldi sporchi (A Simple Plan), regia di Sam Raimi
  - Ballando a Lughnasa (Dancing at Lughnasa), regia di Pat O'Connor
- 1999
  - American Beauty, regia di Sam Mendes
  - Il talento di Mr. Ripley (The Talented Mr. Ripley), regia di Anthony Minghella
  - Magnolia, regia di Paul Thomas Anderson
  - Insider - Dietro la verità (The Insider), regia di Michael Mann
  - Una storia vera (The Straight Story), regia di David Lynch
  - Il prezzo della libertà (Cradle Will Rock), regia di Tim Robbins
  - Boys Don't Cry, regia di Kimberly Peirce
  - Essere John Malkovich (Being John Malkovich), regia di Spike Jonze
  - In cerca d'amore (Tumbleweeds), regia di Gavin O'Connor
  - Three Kings, regia di David O. Russell

### Anni 2000
- 2000
  - Quills - La penna dello scandalo (Quills), regia di Philip Kaufman
  - Traffic, regia di Steven Soderbergh
  - Il colpo - Analisi di una rapina (Croupier), regia di Mike Hodges
  - Conta su di me (You Can Count On Me), regia di Kenneth Lonergan
  - Billy Elliot, regia di Stephen Daldry
  - Prima che sia notte (Before Night Falls), regia di Julian Schnabel
  - Il gladiatore (Gladiator), regia di Ridley Scott
  - Wonder Boys, regia di Curtis Hanson
  - Sunshine - storia di una famiglia, regia di István Szabó
  - Dancer in the Dark, regia di Lars von Trier
- 2001
  - Moulin Rouge!, regia di Baz Luhrmann
  - In the Bedroom, regia di Todd Field
  - Ocean's Eleven - Fate il vostro gioco (Ocean's Eleven), regia di Steven Soderbergh
  - Memento, regia di Christopher Nolan
  - Monster's Ball - L'ombra della vita (Monster's Ball), regia di Marc Forster
  - Black Hawk Down, regia di Ridley Scott
  - L'uomo che non c'era (The Man Who Wasn't There), regia di Joel ed Ethan Coen
  - A.I. - Intelligenza artificiale (A.I. Artificial Intelligence), regia di Steven Spielberg
  - La promessa (The Pledge), regia di Sean Penn
  - Mulholland Drive (Mulholland Dr.), regia di David Lynch
- 2002
  - The Hours, regia di Stephen Daldry
  - Chicago, regia di Rob Marshall
  - Gangs of New York, regia di Martin Scorsese
  - The Quiet American, regia di Phillip Noyce
  - Il ladro di orchidee (Adaptation), regia di Spike Jonze
  - La generazione rubata (Rabbit-Proof Fence), regia di Phillip Noyce
  - Il pianista (The Pianist), regia di Roman Polański
  - Lontano dal paradiso (Far From Heaven), regia di Todd Haynes
  - Tredici variazioni sul tema (Thirteen Conversations About One Thing), regia di Jill Sprecher
  - Frida, regia di Julie Taymor
- 2003
  - Mystic River, regia di Clint Eastwood
  - L'ultimo samurai (The Last Samurai), regia di Edward Zwick
  - Station Agent (The Station Agent), regia di Thomas McCarthy
  - 21 grammi (21 Grams), regia di Alejandro González Iñárritu
  - La casa di sabbia e nebbia (House of Sand and Fog), regia di Vadim Perelman
  - Lost in Translation - L'amore tradotto (Lost in Translation), regia di Sofia Coppola
  - Ritorno a Cold Mountain (Cold Mountain), regia di Anthony Minghella
  - In America - Il sogno che non c'era (In America), regia di Jim Sheridan
  - Seabiscuit - Un mito senza tempo (Seabiscuit), regia di Gary Ross
  - Master & Commander - Sfida ai confini del mare (Master and Commander), regia di Peter Weir
- 2004
  - Neverland - Un sogno per la vita (Finding Neverland), regia di Marc Forster
  - The Aviator, regia di Martin Scorsese
  - Closer, regia di Mike Nichols
  - Million Dollar Baby, regia di Clint Eastwood
  - Sideways - In viaggio con Jack (Sideways), regia di Alexander Payne
  - Kinsey, regia di Bill Condon
  - Il segreto di Vera Drake (Vera Drake), regia di Mike Leigh
  - Ray, regia di Taylor Hackford
  - Collateral, regia di Michael Mann
  - Hotel Rwanda, regia di Terry George
- 2005
  - Good Night, and Good Luck., regia di George Clooney
  - I segreti di Brokeback Mountain (Brokeback Mountain), regia di Ang Lee
  - Truman Capote - A sangue freddo (Capote), regia di Bennett Miller
  - Crash - Contatto fisico (Crash), regia di Paul Haggis
  - A History of Violence, regia di David Cronenberg
  - Match Point, regia di Woody Allen
  - Memorie di una geisha (Memoirs of a Geisha), regia di Rob Marshall
  - Munich, regia di Steven Spielberg
  - Syriana, regia di Stephen Gaghan
  - Quando l'amore brucia l'anima - Walk the Line (Walk the Line), regia di James Mangold
- 2006
  - Lettere da Iwo Jima (Letters from Iwo Jima), regia di Clint Eastwood
  - Babel, regia di Alejandro González Iñárritu
  - Blood Diamond - Diamanti di sangue (Blood Diamond), regia di Edward Zwick
  - The Departed - Il bene e il male (The Departed), regia di Martin Scorsese
  - Il diavolo veste Prada (The Devil Wears Prada), regia di David Frankel
  - Flags of Our Fathers, regia di Clint Eastwood
  - The History Boys, regia di Nicholas Hytner
  - Little Miss Sunshine, regia di Jonathan Dayton e Valerie Faris
  - Diario di uno scandalo (Notes On A Scandal), regia di Richard Eyre
  - Il velo dipinto (The Painted Veil), regia di John Curran
- 2007
  - Non è un paese per vecchi, regia di Joel ed Ethan Coen
  - L'assassinio di Jesse James per mano del codardo Robert Ford (The Assassination of Jesse James by the Coward Robert Ford), regia di Andrew Dominik
  - The Bourne Ultimatum - Il ritorno dello sciacallo (The Bourne Ultimatum), regia di Paul Greengrass
  - Non è mai troppo tardi (The Bucket List), regia di Rob Reiner
  - Into the Wild - Nelle terre selvagge (Into the Wild), regia di Sean Penn
  - Juno, regia di Jason Reitman
  - Il cacciatore di aquiloni (The Kite Runner), regia di Marc Forster
  - Lars e una ragazza tutta sua (Lars and the Real Girl), regia di Craig Gillespie
  - Michael Clayton, regia di Tony Gilroy
  - Sweeney Todd - Il diabolico barbiere di Fleet Street (Sweeney Todd: The Demon Barber of Fleet Street), regia di Tim Burton
- 2008
  - The Millionaire (Slumdog Millionaire), regia di Danny Boyle
  - Burn After Reading - A prova di spia (Burn After Reading), regia di Ethan e Joel Coen
  - Changeling, regia di Clint Eastwood
  - Il curioso caso di Benjamin Button (The Curious Case of Benjamin Button), regia di David Fincher
  - Il cavaliere oscuro (The Dark Knight), regia di Christopher Nolan
  - Defiance - I giorni del coraggio (Defiance), regia di Edward Zwick
  - Frost/Nixon - Il duello (Frost/Nixon), regia di Ron Howard
  - Gran Torino, regia di Clint Eastwood
  - Milk, regia di Gus Van Sant
  - WALL•E, regia di Andrew Stanton
  - The Wrestler, regia di Darren Aronofsky
- 2009
  - Tra le nuvole (Up in the Air), regia di Jason Reitman
  - An Education, regia di Lone Scherfig
  - Bastardi senza gloria (Inglourious Basterds), regia di Quentin Tarantino
  - (500) giorni insieme ((500) Days of Summer), regia di Marc Webb
  - The Hurt Locker, regia di Kathryn Bigelow
  - Invictus - L'invincibile (Invictus), regia di Clint Eastwood
  - Nel paese delle creature selvagge (Where the Wild Things Are), regia di Spike Jonze
  - Oltre le regole - The Messenger (The Messenger), regia di Oren Moverman
  - A Serious Man, regia di Joel ed Ethan Coen
  - Star Trek, regia di J. J. Abrams
  - Up, regia di Pete Docter e Bob Peterson

### Anni 2010
- 2010
  - The Social Network, regia di David Fincher
  - Another Year, regia di Mike Leigh
  - Il discorso del re (The King's Speech), regia di Tom Hooper
  - The Fighter, regia di David O. Russell
  - Un gelido inverno (Winter's Bone), regia di Debra Granik
  - Il Grinta (True Grit), regia di Joel ed Ethan Coen
  - Hereafter, regia di Clint Eastwood
  - Inception, regia di Christopher Nolan
  - Shutter Island, regia di Martin Scorsese
  - The Town, regia di Ben Affleck
  - Toy Story 3 - La grande fuga (Toy Story 3), regia di Lee Unkrich
- 2011[1]
  - Hugo Cabret (Hugo), regia di Martin Scorsese
  - The Artist, regia di Michel Hazanavicius
  - Paradiso amaro (The Descendants), regia di Alexander Payne
  - Drive, regia di Nicolas Winding Refn
  - Millennium - Uomini che odiano le donne (The Girl with the Dragon Tattoo), regia di David Fincher
  - Harry Potter e i Doni della Morte - Parte 2 (Harry Potter and the Deathly Hallows - Part 2), regia di David Yates
  - Le idi di marzo (The Ides of March), regia di George Clooney
  - J. Edgar, regia di Clint Eastwood
  - The Tree of Life, regia di Terrence Malick
  - War Horse, regia di Steven Spielberg
- 2012[2]
  - Zero Dark Thirty, regia di Kathryn Bigelow
  - Argo, regia di Ben Affleck
  - Re della terra selvaggia (Beasts of the Southern Wild), regia di Benh Zeitlin
  - Django Unchained, regia di Quentin Tarantino
  - Les Misérables, regia di Tom Hooper
  - Lincoln, regia di Steven Spielberg
  - Looper, regia di Rian Johnson
  - Noi siamo infinito (The Perks of Being a Wallflower), regia di Stephen Chbosky
  - Promised Land, regia di Gus Van Sant
  - Il lato positivo - Silver Linings Playbook (Silver Linings Playbook), regia di David O. Russell
- 2013[2]
  - Lei (Her), regia di Spike Jonze
  - 12 anni schiavo (12 Years a Slave), regia di Steve McQueen
  - Prossima fermata Fruitvale Station (Fruitvale Station), regia di Ryan Coogler
  - Gravity, regia di Alfonso Cuarón
  - A proposito di Davis (Inside Llewyn Davis), regia di Joel ed Ethan Coen
  - Lone Survivor, regia di Peter Berg
  - Nebraska, regia di Alexander Payne
  - Prisoners, regia di Denis Villeneuve
  - Saving Mr. Banks, regia di John Lee Hancock
  - I sogni segreti di Walter Mitty (The Secret Life of Walter Mitty), regia di Ben Stiller
  - The Wolf of Wall Street, regia di Martin Scorsese
- 2014[3]
  - 1981: Indagine a New York (A Most Violent Year), regia di J. C. Chandor
  - American Sniper, regia di Clint Eastwood
  - Birdman, regia di Alejandro González Iñárritu
  - Boyhood, regia di Richard Linklater
  - Fury, regia di David Ayer
  - L'amore bugiardo - Gone Girl (Gone Girl), regia di David Fincher
  - The Imitation Game, regia di Morten Tyldum
  - Vizio di forma (Inherent Vice), regia di Paul Thomas Anderson
  - The LEGO Movie, regia di Phil Lord e Chris Miller
  - Lo sciacallo - Nightcrawler (Nightcrawler), regia di Dan Gilroy
  - Unbroken, regia di Angelina Jolie
- 2015[4]
  - Mad Max: Fury Road, regia di George Miller
  - Il caso Spotlight (Spotlight), regia di Thomas McCarthy
  - Creed - Nato per combattere (Creed), regia di Ryan Coogler
  - The Hateful Eight, regia di Quentin Tarantino
  - Inside Out, regia di Pete Docter
  - Il ponte delle spie (Bridge of Spies), regia di Steven Spielberg
  - Room, regia di Lenny Abrahamson
  - Sicario, regia di Denis Villeneuve
  - Sopravvissuto - The Martian (The Martian), regia di Ridley Scott
  - Straight Outta Compton, regia di F. Gary Gray
- 2016[5]
  - Manchester by the Sea, regia di Kenneth Lonergan
  - Arrival, regia di Denis Villeneuve
  - Ave, Cesare! (Hail, Caesar!), regia di Joel ed Ethan Coen
  - Hell or High Water, regia di David Mackenzie
  - Il diritto di contare (Hidden Figures), regia di Theodore Melfi
  - La battaglia di Hacksaw Ridge (Hacksaw Ridge), regia di Mel Gibson
  - La La Land, regia di Damien Chazelle
  - Moonlight, regia di Barry Jenkins
  - Boston - Caccia all'uomo (Patriots Day), regia di Peter Berg
  - Silence, regia di Martin Scorsese
  - Sully, regia di Clint Eastwood
- 2017[5]
  - The Post, regia di Steven Spielberg
  - Baby Driver - Il genio della fuga (Baby Driver), regia di Edgar Wright
  - Chiamami col tuo nome (Call Me by Your Name), regia di Luca Guadagnino
  - The Disaster Artist, regia di James Franco
  - Downsizing - Vivere alla grande (Downsizing), regia di Alexander Payne
  - Dunkirk, regia di Christopher Nolan
  - Un sogno chiamato Florida (The Florida Project), regia di Sean Baker
  - Scappa - Get Out (Get Out), regia di Jordan Peele
  - Lady Bird, regia di Greta Gerwig
  - Logan: The Wolverine (Logan), regia di James Mangold
  - Il filo nascosto (Phantom Thread), regia di Paul Thomas Anderson
- 2018[6]
  - Green Book, regia di Peter Farrelly
  - La ballata di Buster Scruggs (The Ballad of Buster Scruggs), regia di Joel ed Ethan Coen
  - Black Panther, regia di Ryan Coogler
  - Copia originale (Can You Ever Forgive Me?), regia di Marielle Heller
  - Eighth Grade - Terza media (Eighth Grade), regia di Bo Burnham
  - First Reformed - La creazione a rischio (First Reformed), regia di Paul Schrader
  - Se la strada potesse parlare (If Beale Street Could Talk), regia di Barry Jenkins
  - Il ritorno di Mary Poppins (Mary Poppins Returns), regia di Rob Marshall
  - A Quiet Place - Un posto tranquillo (A Quiet Place), regia di John Krasinski
  - Roma, regia di Alfonso Cuarón
  - A Star Is Born, regia di Bradley Cooper
- 2019[7]
  - The Irishman, regia di Martin Scorsese
  - 1917, regia di Sam Mendes
  - Cena con delitto - Knives Out (Knives Out), regia di Rian Johnson
  - C'era una volta a... Hollywood (Once Upon a Time... in Hollywood), regia di Quentin Tarantino
  - Dolemite Is My Name, regia di Craig Brewer
  - Jojo Rabbit, regia di Taika Waititi
  - Le Mans '66 - La grande sfida (Ford v Ferrari), regia di James Mangold
  - Richard Jewell, regia di Clint Eastwood
  - Storia di un matrimonio (Marriage Story), regia di Noah Baumbach
  - Diamanti grezzi (Uncut Gems), regia di Josh Safdie e Benny Safdie
  - Waves, regia di Trey Edward Shults

### Anni 2020
- 2020[8]
  - Da 5 Bloods - Come fratelli (Da 5 Bloods), regia di Spike Lee
  - First Cow, regia di Kelly Reichardt
  - The Forty-Year-Old Version, regia di Radha Blank
  - Judas and the Black Messiah, regia di Shaka King
  - The Midnight Sky, regia di George Clooney
  - Minari, regia di Lee Isaac Chung
  - Notizie dal mondo (News of the World), regia di Paul Greengrass
  - Nomadland, regia di Chloé Zhao
  - Una donna promettente (Promising Young Woman), regia di Emerald Fennell
  - Soul, regia di Pete Docter e Kemp Powers
  - Sound of Metal, regia di Darius Marder
- 2021[9]
  - Licorice Pizza, regia di Paul Thomas Anderson
  - Belfast, regia di Kenneth Branagh
  - Don't Look Up, regia di Adam McKay
  - Dune, regia di Denis Villeneuve
  - Una famiglia vincente - King Richard (King Richard), regia di Reinaldo Marcus Green
  - The Last Duel, regia di Ridley Scott
  - La fiera delle illusioni - Nightmare Alley (Nightmare Alley), regia di Guillermo del Toro
  - Red Rocket, regia di Sean Baker
  - Macbeth (The Tragedy of Macbeth), regia di Joel Coen
  - West Side Story, regia di Steven Spielberg
- 2022[10]
  - Top Gun: Maverick, regia di Joseph Kosinski
  - Avatar - La via dell'acqua (Avatar - The Way of Water), regia di James Cameron
  - Aftersun, regia di Charlotte Wells
  - Gli spiriti dell'isola (The Banshees of Insherin), regia di Martin McDonagh
  - Everything Everywhere All at Once, regia di Daniel Kwan
  - The Fabelmans, regia di Steven Spielberg
  - Glass Onion - Knives Out, regia di Rian Johnson
  - RRR, regia di S. S. Rajamouli
  - Till, regia di Chinonye Chukwu
  - The Woman King, regia di Gina Prince-Bythewood
  - Women Talking, regia di Sarah Polley
- 2023[11]
  - Killers of the Flower Moon, regia di Martin Scorsese
  - Barbie, regia di Greta Gerwig
  - Il ragazzo e l'airone (君たちはどう生きるか), regia di Hayao Miyazaki
  - Ferrari, regia di Michael Mann
  - The Holdovers - Lezioni di vita (The Holdovers), regia di Alexander Payne
  - The Warrior: The Iron Claw (The Iron Claw), regia di Sean Durkin
  - Maestro, regia di Bradley Cooper
  - Oppenheimer, regia di Christopher Nolan
  - Past Lives, regia di Celine Song
  - Povere creature! (Poor Things), regia di Yorgos Lanthimos
- 2024[12][13]
  - Wicked (Wicked: Part I), regia di Jon M. Chu
  - Anora, regia di Sean Baker
  - Babygirl, regia di Halina Reijn
  - A Complete Unknown, regia di James Mangold
  - Conclave, regia di Edward Berger
  - Furiosa: A Mad Max Saga, regia di George Miller
  - Il gladiatore II (Gladiator II), regia di Ridley Scott
  - Giurato numero 2 (Juror #2) , regia di Clint Eastwood
  - Queer, regia di Luca Guadagnino
  - A Real Pain, regia di Jesse Eisenberg
  - Sing Sing, regia di Greg Kwedar